# Іза Міранда
І́за Міра́нда (італ. Isa Miranda; 5 липня 1909, Мілан — 8 липня 1982, Рим) — італійська акторка та письменниця.

## Життєпис
Справжнє ім'я та прізвище — Інес Ізабелла Самп'єтро. Закінчила драматичну академію в Мілані. Вперше знялася в кіно в 1933 році у фільмі режисера Бріньона «Сутінки». Іза Міранда — одна з найвидатніших європейських кіноакторок 1930-1950-х років. Створила образи сильних, вольових жінок з цілісними характерами: Марта Манфредіні в неореалістичному фільмі Рене Клемана «Біля стін Малапаги» (1949, Премія на МКФ в Канні, 1949), Марта Ларокка в картині «Договір з дияволом» (1950), графиня Луїза в драмі «Розгромлені» (1955, реж. Франческо Мазеллі). У 1966 році зіграла у фільмі Вітторіо Де Сіка «Новий світ». У 1950-х — початку 1960-х років з великим успіхом грала в театрах США, Англії, Франції, Італії.
У 1960-ті роки працювала на телебаченні, в тому числі у Великій Британії, ФРН, Франції та США. Знімалася в телефільмах і міні-серіалах. У 1970-ті роки великий драматичний талант акторки був незаслужено забутий, Іза Міранда лише зрідка знімалася в кіно. Найкраща роль останніх років — графиня Штайн в «Нічному портьє» (1974, реж. Ліліана Кавані). Невелика роль Ізи Міранди в італійському фільмі «Апокаліпсис землетрусу» (1982) виявилася останньою в її кінобіографії.

## Фільмографія
- 1937 : Людина нізвідки / (L'homme de nulle part) — Луїза Палеарі
- 1948 : Біля стін Малапаги / (Au-delà des grilles) — Марта
- 1950 : Карусель / (La Ronde) — Шарлотта, акторка
- 1954 : Перед потопом / (Avant le déluge) — мадам Франсуаза Буссар
- 1955 : Літня пора / (Summertime) — синьйора Фьоріні
- 1957 : Бідний і красуня / (Une manche et la belle) — Бетті Фарнвел
- 1963 : Нудьга / (La noia) — мати Сесілії